# 奧什諾維耶
奧什諾維耶（波斯語：‎，羅馬化：Oshnovīyeh 或 Oshnavīyeh），或译奥什纳维耶 ，是伊朗的城市，位於該國西北部爾米亞湖以西，由西阿塞拜疆省負責管轄，海拔高度約1,300米，2006年人口29,896，大多數居民是庫爾德人。